# Saki Kumagai
Saki Kumagai (熊谷 紗希?, Kumagai Saki; Sapporo, 17 ottobre 1990) è una calciatrice giapponese, difensore o centrocampista del London City Lionesses e della nazionale giapponese.

## Carriera

### Gli inizi
Kumagai si è avvicinata al calcio fin dalla giovanissima età, spronata dal fratello maggiore che seguiva i suoi allenamenti e le sue partite dalle scuole elementari nella città dove nasce e cresce con la famiglia, Sapporo, nella prefettura di Hokkaidō. Inizia tuttavia a giocare a calcio con continuità dalla terza elementare, unendosi sia a una squadra senior interamente femminile che a un club locale, venendo qui inserita in rosa con una delle sue squadre giovanili dove c'era solo un'altra ragazzina.
Durante la sua permanenza, tra il 2006 e il 2008, nella squadra di calcio femminile della Tokiwagi Gakuen High School, venne regolarmente impiegata fin dal primo anno, vincendo poi vari titoli nel terzo anno, tra cui tre campionati giovanili femminili consecutivi in qualità di capitano, diventando la prima giocatrice nella storia giapponese a ottenere questo risultato.

### Club

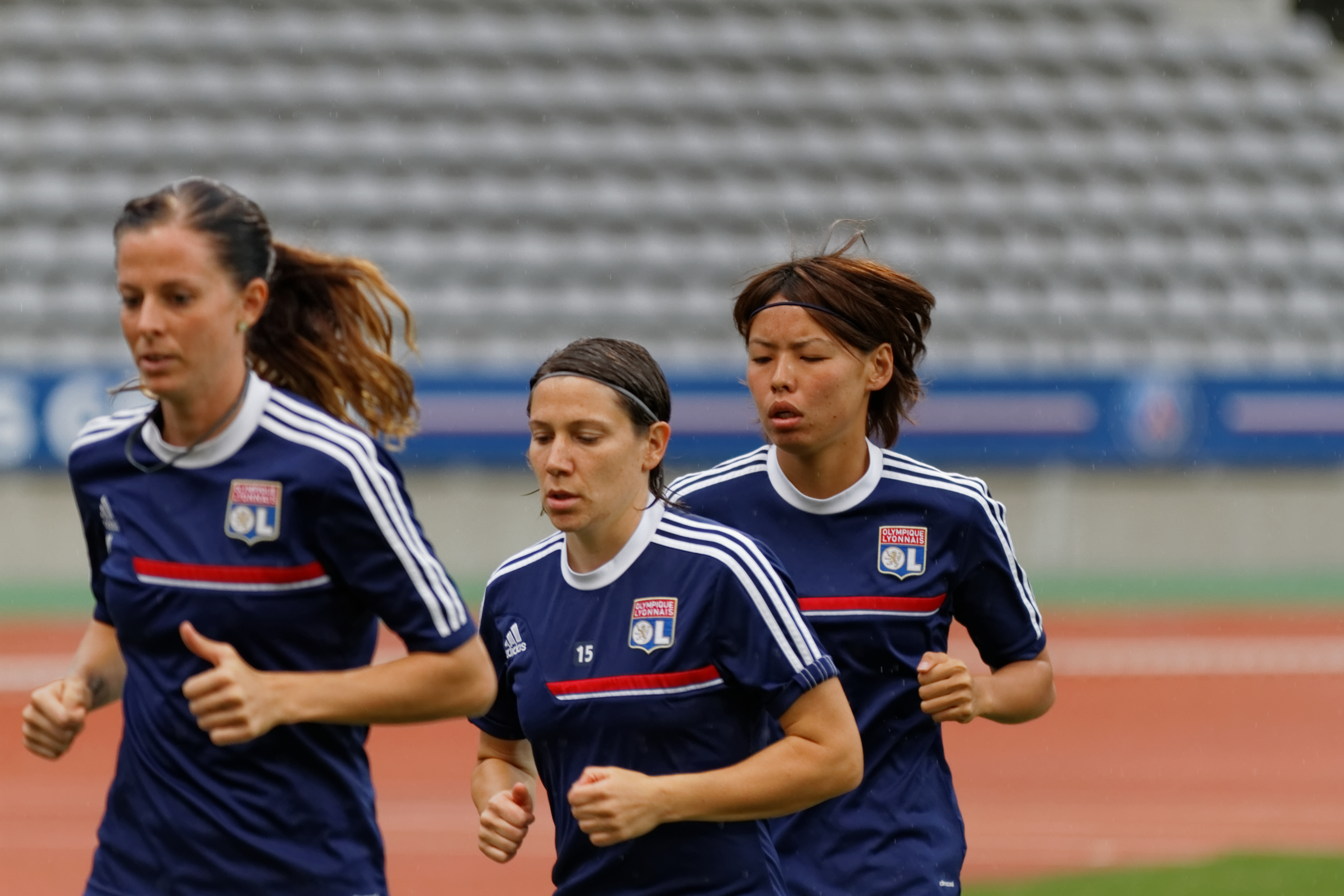
Lotta Schelin, Élise Bussaglia e Kumagai in allenamento all'Olympique Lione nel 2013.

Dal 2009 Kumagai è entrata a far parte dell'Urawa Reds, squadra iscritta alla Nadeshiko League Division 1, l'allora primo livello del campionato giapponese femminile di calcio, affiancando l'attività agonistica con gli studi all'Università di Tsukuba. Nella sua prima stagione con il club è scesa in campo in tutti gli incontri di campionato, contribuendo con 2 reti siglate su 21 partite al secondo titolo nazionale per il club, il primo con la nuova denominazione.
Rimane legata al club con sede nella città di Saitama per altre due stagioni. Nel 2010 dove, grazie anche alle sue 6 reti su 18 incontri, la sua squadra si classifica al secondo posto in Nadeshiko League dietro al Nippon TV Beleza, che la supera anche in Nadeshiko League Cup, disputando inoltre la finale di Coppa dell'Imperatrice, persa con l'INAC Kobe Leonessa, e nel 2011 dove matura 5 presenze in campionato prima di decidere di continuare la carriera all'estero.
Nel maggio 2011 viene annunciato il suo trasferimento all'1. FFC Francoforte, detentore della Coppa di Germania, firmando un contratto biennale fino all'estate 2013 e a disposizione del tecnico Sven Kahlert dalla stagione 2011-2012. Kumagai fa il suo debutto nella Frauen-Bundesliga, massimo livello del campionato tedesco di categoria, già dalla 1ª giornata di campionato, il 21 agosto 2011, partendo titolare nell'incontro casalingo vinto sull'SG Essen-Schönebeck con il risultato di 3-0. Poco più di un mese più tardi arriva anche il debutto in UEFA Women's Champions League, nell'incontro di andata dei sedicesimi di finale dell'edizione 2011-2012, dove la sua nuova squadra subisce in trasferta la sconfitta per 1-0 con le norvegesi dello Stabæk, risultato che però non compromette la corsa della squadra verso la finale del 17 maggio 2012. La giapponese disputa 8 dei 9 incontri in programma, compresa la finale persa 2-0 con le francesi campionesse d'Europa in carica dell'Olympique Lione.

### Nazionale
Kumagai viene convocata dalla federazione calcistica del Giappone per vestire la maglia della formazione under 20 che partecipa alle edizioni di Cile 2008 e Germania 2010 del campionato mondiale di categoria, giungendo ai quarti di finale nella prima e venendo eliminata già alla fase a gironi nella seconda.
Gioca la sua partita numero 100 con la maglia della nazionale il 27 febbraio 2019, in occasione della SheBelieves Cup 2019, nell'incontro pareggiato 2-2 con gli Stati Uniti.
Viene inoltre convocata dalla nazionale giapponese in occasione delle Olimpiadi di Parigi 2024.

## Statistiche

### Presenze e reti nei club
Statistiche aggiornate al 12 gennaio 2025.
| Stagione                  | Squadra                   | Campionato                | Campionato | Campionato | Coppe nazionali | Coppe nazionali | Coppe nazionali | Coppe internazionali | Coppe internazionali | Coppe internazionali | Altre coppe | Altre coppe | Altre coppe | Totale | Totale |
| Stagione                  | Squadra                   | Comp                      | Pres       | Reti       | Comp            | Pres            | Reti            | Comp                 | Pres                 | Reti                 | Comp        | Pres        | Reti        | Pres   | Reti   |
| ------------------------- | ------------------------- | ------------------------- | ---------- | ---------- | --------------- | --------------- | --------------- | -------------------- | -------------------- | -------------------- | ----------- | ----------- | ----------- | ------ | ------ |
| 2009                      | Urawa Reds                | D1                        | 21         | 2          | CI              | 4               | 1               |                      | -                    | -                    | NLC         | 0           | 0           | 25     | 3      |
| 2010                      | Urawa Reds                | D1                        | 18         | 6          | CI              | 4               | 2               |                      | -                    | -                    | NLC         | 2           | 0           | 24     | 8      |
| 2011                      | Urawa Reds                | D1                        | 5          | 0          | CI              | -               | -               |                      | -                    | -                    | NLC         | -           | -           | 5      | 0      |
| Totale Urawa Reds         | Totale Urawa Reds         | Totale Urawa Reds         | 44         | 8          |                 | 8               | 3               |                      | -                    | -                    |             | 2           | 0           | 54     | 11     |
| 2011-2012                 | 1. FFC Francoforte        | BL                        | 20         | 2          | CG              | 3               | 0               | UWCL                 | 8                    | 0                    |             | -           | -           | 31     | 2      |
| 2012-2013                 | 1. FFC Francoforte        | BL                        | 18         | 0          | CG              | 1               | 0               |                      | -                    | -                    |             | -           | -           | 19     | 0      |
| Totale 1. FFC Francoforte | Totale 1. FFC Francoforte | Totale 1. FFC Francoforte | 38         | 2          |                 | 4               | 0               |                      | 8                    | 0                    |             | -           | -           | 50     | 2      |
| 2013-2014                 | Olympique Lione           | D1                        | 19         | 3          | CF              | 5               | 3               | UWCL                 | 4                    | 1                    | -           | -           | -           | 26     | 4      |
| 2014-2015                 | Olympique Lione           | D1                        | 22         | 2          | CF              | 6               | 0               | UWCL                 | 4                    | 0                    |             | -           | -           | 32     | 2      |
| 2015-2016                 | Olympique Lione           | D1                        | 20         | 5          | CF              | 5               | 1               | UWCL                 | 9                    | 1                    |             | -           | -           | 34     | 7      |
| 2016-2017                 | Olympique Lione           | D1                        | 19         | 6          | CF              | 2               | 2               | UWCL                 | 9                    | 3                    |             | -           | -           | 30     | 11     |
| 2017-2018                 | Olympique Lione           | D1                        | 21         | 5          | CF              | 4               | 0               | UWCL                 | 7                    | 1                    |             | -           | -           | 31     | 6      |
| 2018-2019                 | Olympique Lione           | D1                        | 20         | 2          | CF              | 5               | 0               | UWCL                 | 9                    | 0                    |             | -           | -           | 34     | 2      |
| 2019-2020                 | Olympique Lione           | D1                        | 14         | 2          | CF              | 5               | 0               | UWCL                 | 6                    | 1                    | SF          | 1           | 0           | 26     | 3      |
| 2020-2021                 | Olympique Lione           | D1                        | 17         | 4          | CF              | 1               | 0               | UWCL                 | 6                    | 1                    | SF          | -           | -           | 24     | 5      |
| Totale Olympique Lione    | Totale Olympique Lione    | Totale Olympique Lione    | 152        | 29         |                 | 33              | 6               |                      | 54                   | 8                    |             | 1           | 0           | 240    | 43     |
| 2021-2022                 | Bayern Monaco             | BL                        | 21         | 5          | CG              | 4               | 1               | UWCL                 | 8                    | 2                    |             | -           | -           | 33     | 8      |
| 2022-2023                 | Bayern Monaco             | BL                        | 18         | 4          | CG              | 4               | 2               | UWCL                 | 10                   | 0                    |             | -           | -           | 32     | 6      |
| Totale Bayern Monaco      | Totale Bayern Monaco      | Totale Bayern Monaco      | 39         | 9          |                 | 8               | 3               |                      | 18                   | 2                    |             | -           | -           | 65     | 14     |
| 2023-2024                 | Roma                      | A                         | 25         | 5          | CI              | 5               | 0               | UWCL                 | 8                    | 0                    | SI          | 1           | 1           | 39     | 6      |
| 2024-gen. 2025            | Roma                      | A                         | 12         | 0          | CI              | 1               | 1               | UWCL                 | 8                    | 1                    | SI          | 1           | 0           | 22     | 2      |
| Totale Roma               | Totale Roma               | Totale Roma               | 37         | 5          |                 | 6               | 1               |                      | 16                   | 1                    |             | 2           | 1           | 61     | 8      |
| gen.-giu. 2025            | London City Lionesses     | WC                        | 0          | 0          | CI              | 0               | 0               | -                    | -                    | -                    | CL          | 0           | 0           | 0      | 0      |
| Totale carriera           | Totale carriera           | Totale carriera           | 310        | 52         |                 | 59              | 13              |                      | 96                   | 11                   |             | 5           | 1           | 470    | 77     |

### Cronologia presenze e reti in nazionale
| Cronologia completa delle presenze e delle reti in nazionale ― Giappone | Cronologia completa delle presenze e delle reti in nazionale ― Giappone | Cronologia completa delle presenze e delle reti in nazionale ― Giappone | Cronologia completa delle presenze e delle reti in nazionale ― Giappone | Cronologia completa delle presenze e delle reti in nazionale ― Giappone | Cronologia completa delle presenze e delle reti in nazionale ― Giappone | Cronologia completa delle presenze e delle reti in nazionale ― Giappone | Cronologia completa delle presenze e delle reti in nazionale ― Giappone |
| Data                                                                    | Città                                                                   | In casa                                                                 | Risultato                                                               | Ospiti                                                                  | Competizione                                                            | Reti                                                                    | Note                                                                    |
| ----------------------------------------------------------------------- | ----------------------------------------------------------------------- | ----------------------------------------------------------------------- | ----------------------------------------------------------------------- | ----------------------------------------------------------------------- | ----------------------------------------------------------------------- | ----------------------------------------------------------------------- | ----------------------------------------------------------------------- |
| 7-3-2008                                                                | Larnaca                                                                 | Giappone                                                                | 0 – 3                                                                   | Canada                                                                  | Cyprus Cup 2008                                                         | -                                                                       |                                                                         |
| 31-5-2008                                                               | Ho Chi Minh                                                             | Giappone                                                                | 11 – 0                                                                  | Taipei cinese                                                           | Coppa d'Asia 2008                                                       | -                                                                       |                                                                         |
| 15-1-2010                                                               | Coquimbo                                                                | Cile                                                                    | 1 – 1                                                                   | Giappone                                                                | Bicentennial Women's Cup                                                | -                                                                       |                                                                         |
| 23-1-2010                                                               | Coquimbo                                                                | Giappone                                                                | 3 – 0                                                                   | Argentina                                                               | Bicentennial Women's Cup                                                | -                                                                       |                                                                         |
| 6-2-2010                                                                | Tokyo                                                                   | Giappone                                                                | 2 – 0                                                                   | Cina                                                                    | Coppa dell'Asia orientale                                               | -                                                                       |                                                                         |
| 11-2-2010                                                               | Tokyo                                                                   | Giappone                                                                | 3 – 0                                                                   | Taipei cinese                                                           | Coppa dell'Asia orientale                                               | -                                                                       |                                                                         |
| 13-2-2010                                                               | Tokyo                                                                   | Giappone                                                                | 2 – 1                                                                   | Corea del Sud                                                           | Coppa dell'Asia orientale                                               | -                                                                       |                                                                         |
| 8-5-2010                                                                | Nagano                                                                  | Giappone                                                                | 4 – 0                                                                   | Messico                                                                 | Amichevole                                                              | -                                                                       |                                                                         |
| 11-5-2010                                                               | Niigata                                                                 | Giappone                                                                | 3 – 0                                                                   | Messico                                                                 | Amichevole                                                              | -                                                                       |                                                                         |
| 20-5-2010                                                               | Chengdu                                                                 | Giappone                                                                | 8 – 0                                                                   | Birmania                                                                | Coppa d'Asia 2010                                                       | -                                                                       |                                                                         |
| 24-5-2010                                                               | Chengdu                                                                 | Giappone                                                                | 2 – 1                                                                   | Corea del Nord                                                          | Coppa d'Asia 2010                                                       | -                                                                       |                                                                         |
| 27-5-2010                                                               | Chengdu                                                                 | Giappone                                                                | 0 – 1                                                                   | Australia                                                               | Coppa d'Asia 2010                                                       | -                                                                       |                                                                         |
| 30-5-2010                                                               | Chengdu                                                                 | Cina                                                                    | 0 – 2                                                                   | Giappone                                                                | Coppa d'Asia 2010                                                       | -                                                                       |                                                                         |
| 14-11-2010                                                              | Guangzhou                                                               | Giappone                                                                | 4 – 0                                                                   | Thailandia                                                              | Giochi asiatici                                                         | -                                                                       |                                                                         |
| 18-11-2010                                                              | Guangzhou                                                               | Giappone                                                                | 0 – 0                                                                   | Corea del Nord                                                          | Giochi asiatici                                                         | -                                                                       |                                                                         |
| 20-11-2010                                                              | Guangzhou                                                               | Cina                                                                    | 0 – 1                                                                   | Giappone                                                                | Giochi asiatici                                                         | -                                                                       |                                                                         |
| 22-11-2010                                                              | Guangzhou                                                               | Giappone                                                                | 1 – 0                                                                   | Corea del Nord                                                          | Giochi asiatici                                                         | -                                                                       |                                                                         |
| 2-3-2011                                                                | Algarve                                                                 | Giappone                                                                | 1 – 2                                                                   | Stati Uniti                                                             | Algarve Cup 2011                                                        | -                                                                       |                                                                         |
| 4-3-2011                                                                | Algarve                                                                 | Giappone                                                                | 5 – 0                                                                   | Finlandia                                                               | Algarve Cup 2011                                                        | -                                                                       |                                                                         |
| 9-3-2011                                                                | Algarve                                                                 | Giappone                                                                | 2 – 1                                                                   | Svezia                                                                  | Algarve Cup 2011                                                        | -                                                                       |                                                                         |
| 14-5-2011                                                               | Columbus                                                                | Stati Uniti                                                             | 2 – 0                                                                   | Giappone                                                                | Amichevole                                                              | -                                                                       |                                                                         |
| 18-5-2011                                                               | Cary                                                                    | Stati Uniti                                                             | 2 – 0                                                                   | Giappone                                                                | Amichevole                                                              | -                                                                       |                                                                         |
| 18-6-2011                                                               | Matsuyama                                                               | Giappone                                                                | 1 – 1                                                                   | Corea del Sud                                                           | Amichevole                                                              | -                                                                       |                                                                         |
| 27-6-2011                                                               | Bochum                                                                  | Giappone                                                                | 2 – 1                                                                   | Nuova Zelanda                                                           | Mondiali 2011                                                           | -                                                                       |                                                                         |
| 1-7-2011                                                                | Leverkusen                                                              | Giappone                                                                | 4 – 0                                                                   | Messico                                                                 | Mondiali 2011                                                           | -                                                                       |                                                                         |
| 5-7-2011                                                                | Augusta                                                                 | Giappone                                                                | 0 – 2                                                                   | Inghilterra                                                             | Mondiali 2011                                                           | -                                                                       |                                                                         |
| 9-7-2011                                                                | Wolfsburg                                                               | Germania                                                                | 0 – 1                                                                   | Giappone                                                                | Mondiali 2011                                                           | -                                                                       |                                                                         |
| 13-7-2011                                                               | Francoforte sul Meno                                                    | Giappone                                                                | 3 – 1                                                                   | Svezia                                                                  | Mondiali 2011                                                           | -                                                                       |                                                                         |
| 17-7-2011                                                               | Francoforte sul Meno                                                    | Giappone                                                                | 2 – 2 dts (3 - 1 dtr)                                                   | Stati Uniti                                                             | Mondiali 2011                                                           | -                                                                       |                                                                         |
| 1-9-2011                                                                | Shandong                                                                | Giappone                                                                | 3 – 0                                                                   | Thailandia                                                              | Qual. Olimpiadi                                                         | -                                                                       |                                                                         |
| 3-9-2011                                                                | Jinan                                                                   | Giappone                                                                | 2 – 1                                                                   | Corea del Sud                                                           | Qual. Olimpiadi                                                         | -                                                                       |                                                                         |
| 5-9-2011                                                                | Shandong                                                                | Giappone                                                                | 1 – 0                                                                   | Australia                                                               | Qual. Olimpiadi                                                         | -                                                                       |                                                                         |
| 8-9-2011                                                                | Shandong                                                                | Giappone                                                                | 1 – 1                                                                   | Corea del Nord                                                          | Qual. Olimpiadi                                                         | -                                                                       |                                                                         |
| 29-2-2012                                                               | Algarve                                                                 | Giappone                                                                | 2 – 1                                                                   | Norvegia                                                                | Algarve Cup 2012                                                        | -                                                                       |                                                                         |
| 2-3-2012                                                                | Algarve                                                                 | Giappone                                                                | 2 – 0                                                                   | Danimarca                                                               | Algarve Cup 2012                                                        | -                                                                       |                                                                         |
| 5-3-2012                                                                | Algarve                                                                 | Giappone                                                                | 1 – 0                                                                   | Stati Uniti                                                             | Algarve Cup 2012                                                        | -                                                                       |                                                                         |
| 7-3-2012                                                                | Algarve                                                                 | Giappone                                                                | 3 – 4                                                                   | Germania                                                                | Algarve Cup 2012                                                        | -                                                                       |                                                                         |
| 1-4-2012                                                                | Sendai                                                                  | Giappone                                                                | 1 – 1                                                                   | Stati Uniti                                                             | Amichevole                                                              | -                                                                       |                                                                         |
| 5-4-2012                                                                | Kōbe                                                                    | Giappone                                                                | 4 – 1                                                                   | Brasile                                                                 | Amichevole                                                              | -                                                                       |                                                                         |
| 18-6-2012                                                               | Halmstad                                                                | Giappone                                                                | 1 – 4                                                                   | Stati Uniti                                                             | Amichevole                                                              | -                                                                       |                                                                         |
| 20-6-2012                                                               | Göteborg                                                                | Svezia                                                                  | 0 – 1                                                                   | Giappone                                                                | Amichevole                                                              | -                                                                       |                                                                         |
| 11-7-2012                                                               | Tokyo                                                                   | Giappone                                                                | 3 – 0                                                                   | Australia                                                               | Amichevole                                                              | -                                                                       |                                                                         |
| 19-7-2012                                                               | Parigi                                                                  | Francia                                                                 | 2 – 0                                                                   | Giappone                                                                | Amichevole                                                              | -                                                                       |                                                                         |
| 25-7-2012                                                               | Coventry                                                                | Giappone                                                                | 2 – 1                                                                   | Canada                                                                  | Olimpiadi 2012                                                          | -                                                                       |                                                                         |
| 28-7-2012                                                               | Coventry                                                                | Giappone                                                                | 0 – 0                                                                   | Svezia                                                                  | Olimpiadi 2012                                                          | -                                                                       |                                                                         |
| 31-7-2012                                                               | Cardiff                                                                 | Giappone                                                                | 0 – 0                                                                   | Sudafrica                                                               | Olimpiadi 2012                                                          | -                                                                       |                                                                         |
| 3-8-2012                                                                | Cardiff                                                                 | Giappone                                                                | 2 – 0                                                                   | Brasile                                                                 | Olimpiadi 2012                                                          | -                                                                       |                                                                         |
| 6-8-2012                                                                | Londra                                                                  | Giappone                                                                | 2 – 1                                                                   | Francia                                                                 | Olimpiadi 2012                                                          | -                                                                       |                                                                         |
| 9-8-2012                                                                | Londra                                                                  | Giappone                                                                | 1 – 2                                                                   | Stati Uniti                                                             | Olimpiadi 2012                                                          | -                                                                       |                                                                         |
| 8-3-2013                                                                | Algarve                                                                 | Giappone                                                                | 1 – 2                                                                   | Germania                                                                | Algarve Cup 2013                                                        | -                                                                       |                                                                         |
| 11-3-2013                                                               | Algarve                                                                 | Giappone                                                                | 2 – 0                                                                   | Danimarca                                                               | Algarve Cup 2013                                                        | -                                                                       |                                                                         |
| 13-3-2013                                                               | Algarve                                                                 | Giappone                                                                | 1 – 0                                                                   | Cina                                                                    | Algarve Cup 2013                                                        | -                                                                       |                                                                         |
| 20-6-2013                                                               | Tosu                                                                    | Giappone                                                                | 1 – 1                                                                   | Nuova Zelanda                                                           | Amichevole                                                              | -                                                                       |                                                                         |
| 26-6-2013                                                               | Staffordshire                                                           | Inghilterra                                                             | 1 – 1                                                                   | Giappone                                                                | Amichevole                                                              | -                                                                       |                                                                         |
| 29-6-2013                                                               | Monaco di Baviera                                                       | Germania                                                                | 4 – 2                                                                   | Giappone                                                                | Amichevole                                                              | -                                                                       |                                                                         |
| 20-7-2013                                                               | Seul                                                                    | Giappone                                                                | 2 – 0                                                                   | Cina                                                                    | Coppa dell'Asia orientale                                               | -                                                                       |                                                                         |
| 25-7-2013                                                               | Hwaseong                                                                | Giappone                                                                | 0 – 0                                                                   | Corea del Nord                                                          | Coppa dell'Asia orientale                                               | -                                                                       |                                                                         |
| 27-7-2013                                                               | Seul                                                                    | Corea del Sud                                                           | 2 – 1                                                                   | Giappone                                                                | Coppa dell'Asia orientale                                               | -                                                                       |                                                                         |
| 5-3-2014                                                                | Algarve                                                                 | Giappone                                                                | 1 – 1                                                                   | Stati Uniti                                                             | Algarve Cup 2014                                                        | -                                                                       |                                                                         |
| 10-3-2014                                                               | Algarve                                                                 | Giappone                                                                | 2 – 1                                                                   | Svezia                                                                  | Algarve Cup 2014                                                        | -                                                                       |                                                                         |
| 12-3-2014                                                               | Algarve                                                                 | Giappone                                                                | 0 – 3                                                                   | Germania                                                                | Algarve Cup 2014                                                        | -                                                                       |                                                                         |
| 25-10-2014                                                              | Edmonton                                                                | Canada                                                                  | 0 – 3                                                                   | Giappone                                                                | Amichevole                                                              | -                                                                       |                                                                         |
| 28-10-2014                                                              | Vancouver                                                               | Canada                                                                  | 2 – 3                                                                   | Giappone                                                                | Amichevole                                                              | -                                                                       |                                                                         |
| 4-3-2015                                                                | Algarve                                                                 | Giappone                                                                | 1 – 2                                                                   | Danimarca                                                               | Algarve Cup 2015                                                        | -                                                                       |                                                                         |
| 9-3-2015                                                                | Algarve                                                                 | Giappone                                                                | 1 – 3                                                                   | Francia                                                                 | Algarve Cup 2015                                                        | -                                                                       |                                                                         |
| 24-5-2015                                                               | Marugame                                                                | Giappone                                                                | 1 – 0                                                                   | Nuova Zelanda                                                           | Amichevole                                                              | -                                                                       |                                                                         |
| 28-5-2015                                                               | Nagano                                                                  | Giappone                                                                | 1 – 0                                                                   | Italia                                                                  | Amichevole                                                              | -                                                                       |                                                                         |
| 8-6-2015                                                                | Vancouver                                                               | Giappone                                                                | 1 – 0                                                                   | Svizzera                                                                | Mondiali 2015                                                           | -                                                                       |                                                                         |
| 12-6-2015                                                               | Vancouver                                                               | Giappone                                                                | 2 – 1                                                                   | Camerun                                                                 | Mondiali 2015                                                           | -                                                                       |                                                                         |
| 23-6-2015                                                               | Vancouver                                                               | Giappone                                                                | 2 – 1                                                                   | Paesi Bassi                                                             | Mondiali 2015                                                           | -                                                                       |                                                                         |
| 27-6-2015                                                               | Edmonton                                                                | Giappone                                                                | 1 – 0                                                                   | Australia                                                               | Mondiali 2015                                                           | -                                                                       |                                                                         |
| 1-7-2015                                                                | Edmonton                                                                | Giappone                                                                | 2 – 1                                                                   | Inghilterra                                                             | Mondiali 2015                                                           | -                                                                       |                                                                         |
| 5-7-2015                                                                | Vancouver                                                               | Giappone                                                                | 2 – 5                                                                   | Stati Uniti                                                             | Mondiali 2015                                                           | -                                                                       |                                                                         |
| 29-11-2015                                                              | Volendam                                                                | Paesi Bassi                                                             | 3 – 1                                                                   | Giappone                                                                | Amichevole                                                              | -                                                                       |                                                                         |
| 29-2-2016                                                               | Osaka                                                                   | Giappone                                                                | 1 – 3                                                                   | Australia                                                               | Qual. Olimpiadi                                                         | -                                                                       |                                                                         |
| 2-3-2016                                                                | Osaka                                                                   | Giappone                                                                | 1 – 1                                                                   | Corea del Sud                                                           | Qual. Olimpiadi                                                         | -                                                                       |                                                                         |
| 4-3-2016                                                                | Osaka                                                                   | Giappone                                                                | 1 – 2                                                                   | Cina                                                                    | Qual. Olimpiadi                                                         | -                                                                       |                                                                         |
| 9-3-2016                                                                | Osaka                                                                   | Giappone                                                                | 1 – 0                                                                   | Corea del Nord                                                          | Qual. Olimpiadi                                                         | -                                                                       |                                                                         |
| 2-6-2016                                                                | Commerce City                                                           | Stati Uniti                                                             | 3 – 3                                                                   | Giappone                                                                | Amichevole                                                              | -                                                                       |                                                                         |
| 5-6-2016                                                                | Cleveland                                                               | Stati Uniti                                                             | 2 – 0                                                                   | Giappone                                                                | Amichevole                                                              | -                                                                       |                                                                         |
| 21-7-2016                                                               | Kalmar                                                                  | Svezia                                                                  | 3 – 0                                                                   | Giappone                                                                | Amichevole                                                              | -                                                                       |                                                                         |
| 1-3-2017                                                                | Algarve                                                                 | Giappone                                                                | 1 – 2                                                                   | Spagna                                                                  | Algarve Cup 2017                                                        | -                                                                       |                                                                         |
| 3-3-2017                                                                | Algarve                                                                 | Giappone                                                                | 2 – 0                                                                   | Islanda                                                                 | Algarve Cup 2017                                                        | -                                                                       |                                                                         |
| 6-3-2017                                                                | Algarve                                                                 | Giappone                                                                | 2 – 0                                                                   | Norvegia                                                                | Algarve Cup 2017                                                        | -                                                                       |                                                                         |
| 8-3-2017                                                                | Algarve                                                                 | Giappone                                                                | 2 – 3                                                                   | Paesi Bassi                                                             | Algarve Cup 2017                                                        | -                                                                       |                                                                         |
| 9-4-2017                                                                | Kumamoto                                                                | Giappone                                                                | 3 – 0                                                                   | Costa Rica                                                              | Amichevole                                                              | -                                                                       |                                                                         |
| 9-6-2017                                                                | Breda                                                                   | Paesi Bassi                                                             | 0 – 1                                                                   | Giappone                                                                | Amichevole                                                              | -                                                                       |                                                                         |
| 13-6-2017                                                               | Lovanio                                                                 | Belgio                                                                  | 1 – 1                                                                   | Giappone                                                                | Amichevole                                                              | -                                                                       |                                                                         |
| 22-10-2017                                                              | Nagano                                                                  | Giappone                                                                | 2 – 0                                                                   | Svizzera                                                                | Amichevole                                                              | -                                                                       |                                                                         |
| 24-11-2017                                                              | Amman                                                                   | Giordania                                                               | 0 – 2                                                                   | Giappone                                                                | Amichevole                                                              | -                                                                       |                                                                         |
| 2-3-2018                                                                | Algarve                                                                 | Giappone                                                                | 2 – 1                                                                   | Islanda                                                                 | Algarve Cup 2018                                                        | -                                                                       |                                                                         |
| 5-3-2018                                                                | Algarve                                                                 | Giappone                                                                | 2 – 0                                                                   | Danimarca                                                               | Algarve Cup 2018                                                        | -                                                                       |                                                                         |
| 7-3-2018                                                                | Algarve                                                                 | Giappone                                                                | 0 – 2                                                                   | Canada                                                                  | Algarve Cup 2018                                                        | -                                                                       |                                                                         |
| 7-4-2018                                                                | Amman                                                                   | Giappone                                                                | 4 – 0                                                                   | Vietnam                                                                 | Coppa d'Asia 2018                                                       | -                                                                       |                                                                         |
| 10-4-2018                                                               | Amman                                                                   | Giappone                                                                | 0 – 0                                                                   | Corea del Sud                                                           | Coppa d'Asia 2018                                                       | -                                                                       |                                                                         |
| 13-4-2018                                                               | Amman                                                                   | Giappone                                                                | 1 – 1                                                                   | Australia                                                               | Coppa d'Asia 2018                                                       | -                                                                       |                                                                         |
| 17-4-2018                                                               | Amman                                                                   | Giappone                                                                | 3 – 1                                                                   | Cina                                                                    | Coppa d'Asia 2018                                                       | -                                                                       |                                                                         |
| 20-4-2018                                                               | Amman                                                                   | Giappone                                                                | 1 – 0                                                                   | Australia                                                               | Coppa d'Asia 2018                                                       | -                                                                       |                                                                         |
| 10-6-2018                                                               | Wellington                                                              | Nuova Zelanda                                                           | 1 – 3                                                                   | Giappone                                                                | Amichevole                                                              | -                                                                       |                                                                         |
| 11-11-2018                                                              | Tottori                                                                 | Giappone                                                                | 4 – 1                                                                   | Norvegia                                                                | Amichevole                                                              | -                                                                       |                                                                         |
| Totale                                                                  |                                                                         | Presenze                                                                | 100                                                                     |                                                                         | Reti                                                                    | 0                                                                       |                                                                         |

## Palmarès

### Club

#### Competizioni nazionali
- Campionato giapponese: 1

Urawa Reds: 2009
- Campionato francese: 7

Olympique Lione: 2013-2014, 2014-2015, 2015-2016, 2016-2017, 2017-2018, 2018-2019, 2019-2020
- Coppa di Francia: 6

Olympique Lione: 2013-2014, 2014-2015, 2015-2016, 2016-2017, 2018-2019, 2019-2020
- Supercoppa francese: 1

Olympique Lione: 2019
- Campionato tedesco: 1

Bayern Monaco: 2022-2023
- Campionato italiano: 1

Roma: 2023-2024
- Coppa Italia: 1

Roma: 2023-2024
- Supercoppa italiana: 1

Roma: 2024
- Campionato inglese di seconda divisione: 1

London City Lionesses: 2024-2025

#### Competizioni internazionali
- Campionato femminile di Lega giapponese e sudcoreana: 1

Urawa Reds: 2010
- UEFA Women's Champions League: 5

Olympique Lione: 2015-2016, 2016-2017, 2017-2018, 2018-2019, 2019-2020

### Nazionale
- Campionato mondiale: 1

Germania 2011
- Argento olimpico: 1

Londra 2012
- Coppa d'Asia: 1

Giordania 2018
- SheBelieves Cup: 1

2025

### Individuale
- Women's Golden Foot: 1

2024

## Riconoscimenti
Candidata al Pallone d'oro nel 2018, si è classificata in 12ª posizione.
Dal 2016 al 2024 la rivista inglese The Guardian ha collocato ininterrottamente Saki Kumagai nella classifica delle 100 migliori giocatrici al mondo. Il suo miglior piazzamento è l'undicesimo posto del 2020.